# Оґата Садако

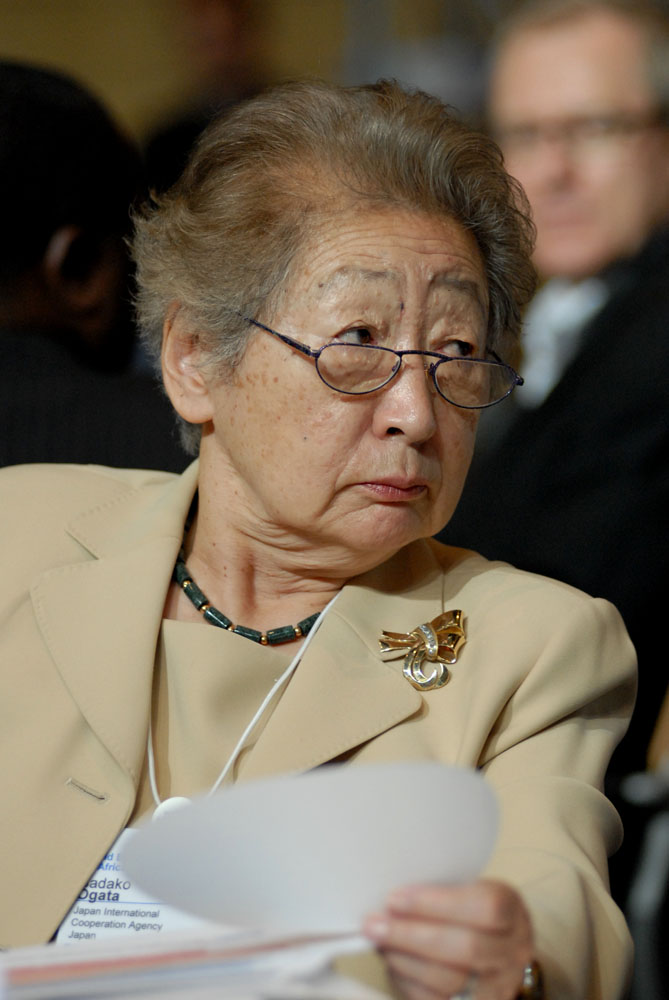
Садако Огата, Всесвітній економічний форум, 2008.

Оґата Садако (яп. 緒方 貞子,おがた さだこ; 16 вересня 1927), — японський дипломат, викладач університету, Ph.D. У 1990—2000 рр. займала пост Верховного комісара ООН у справах біженців.
З 1 жовтня 2003 до 30 березня 2012 року Оґата Садако очолювала Японське агентство міжнародного співробітництва, урядове агентство, яке надає основну частину офіційної допомоги розвитку від уряду Японії.